# Grootkopkarper
De grootkopkarper (Hypophthalmichthys nobilis) is een exotische vis die, ontsnapt uit kwekerijen, gevonden kan worden in de wateren van de Benelux.

## Algemeen
Deze vis, die oorspronkelijk uit China komt, is net als de zilverkarper een vis van het open water die vooral zwevende alg eet, maar ook kleine kreeftachtigen als de watervlo. De vis kan 112 cm lang worden en 21 kg zwaar.

## Ecologische betekenis
De voorwaarden waaronder de grootkopkarper zich voortplant zijn erg specifiek; de vis wordt of vermeerderd door kunstmatige reproductie of door het importeren van jonge vis.

## Grootkopkarpers in de Mississippi
In de Verenigde Staten werd de vis geteeld in commerciële visvijvers. Bij overstromingen in 1994 in Arkansas ontsnapten ze. Nu neemt de grootkopkarper een steeds groter areaal in in de rivier de Mississippi en baant zich een weg naar het noorden, waar de vis zich mogelijk ook kan verspreiden in de Great Lakes. De grootkopkarpers zijn niet de enige soorten karper die zich in de rivier uitbreiden: de zilverkarper, graskarper en zwarte karper zijn ook geïntroduceerd voor visvangst en om binnen aquaculturen parasieten te bestrijden. Grootkopkarpers winnen de competitie van de lokale vissen, waardoor deze bedreigd raken. Omdat in de rivier de karpers geen natuurlijke vijanden hebben, kunnen ze zich vrij snel voortplanten. De overheid in de Verenigde Staten verstrekt subsidie op het vangen van de karpers, om zo te proberen de populatie in toom te houden.

## Naam in andere talen
- Duits: Marmorkarpfen
- Engels: bighead carp
- Italiaans: carpa dalla testa grande